# Alfred Paul Rogers
Alfred Paul Rogers (5 de juliol de 1873 – 6 d'abril de 1959) fou un ortodontista estatunidenc, considerat el pare de la Teràpia Miofuncional en Ortodòncia. Fou president de l'Associació Americana d'Ortodòncia i de l'Acadèmia Americana de Ciències Dentals, i tingué un paper clau en la formació de l'American Board of Orthodontics.

## Biografia
Alfred Paul Rogers va néixer a Amherst, Nova Escòcia el 1873. Fou el més jove d'onze germans, fills de William Henry Rogers i Mary E. Rogers. Es formà a l'institut Horton Collegiate Academy l i a l'Acadia University on realitzà els primers anys de la seva formació universitària. Posteriorment, ingressà a la Facultat d'odontologia de la Universitat de Toronto a Ontario (University of Toronto's Royal College of Dental Surgeons of Ontario) i a la Facultat d'odontologia de Pennsilvània (Pennsylvania College of Dental Surgery) on l'any 1896 es graduà en Odontologia. Acabada la carrera, es matriculà a l'escola d'Ortodòncia del Dr. Angle (Angle School of Orthodontia), l'any 1903.
L'any 1896, abans de matricular-se a l'Angle School of Orthodontia, obrí la seva clínica privada d'odontologia general, i l'any 1906 es traslladà a Boston on fou la primera persona de tota Nova Anglaterra, a dedicar la seva pràctica professional de forma exclusiva a l'ortodòncia.

## Trajectòria professional
Rogers sempre tingué un gran interès en l'ensenyament, motiu pel qual, treballà com a docent a la Facultat d'odontologia de la Universitat Harvard (Harvard School of Dental Medicine) entre 1918 i 1945. Fou professor associat en l'àrea d'investigació d'ortodòncia, i fou el director del postgrau d'ortodòncia de la Harvard-Forsyth Postgraduate School of Orthodontics.
Rogers fou extremadament influenciat per la feina i manera de fer dels pediatres en relació als nens, i quedà impressionat pels beneficis que aportava la realització dels primers exercicis supervisats durant el tractament en nens. Per aquest motiu, començà a explorar l'efecte que la musculatura de la cavitat oral tenia sobre les altres estructura de la boca. Rogers ideà un sistema d'exercicis que permetien l'estimulació del creixement a la regió maxil·lar, el qual finalment anomenà Teràpia Miofuncional en Ortodòncia. El 1918, a la reunió anual de l'Associació Americana d'Ortodòncia (AAO), presentà el seu primer article on parlava dels efectes de la musculatura sobre la boca. Més endavant, l'any 1950, publicà el seu últim article titulat "Reafirmació del concepte miofuncional en ortodòntica". Rebé també títols honorífics de la Universitat d'Acàdia (1944), i de la Universitat de Washington (1941). Una vegada retirat, Rogers residí amb la seva dona a New Hampshire. A més de la seva tasca professional, fou un agricultor d'arbres certificat i membre de l' American Tree Farm Association. En la seva memòria, el bosc al voltant de la seva casa fou finalment anomenat Alfred Paul Rogers Forest. Rogers mostrà el seu amor per la natura mitjançant els molts assajos que escrigué sobre el tema. Un dels quals fou anomenat "Notes of a Countryman" (Anotacions d'un home de camp) que fou publicat en forma de llibre el 1938 per Bruce Humphries.
Tingué dos fills amb la seva segona esposa Georgina Crosby, Robert Page Rogers i Edward Saunders Rogers. Robert treballà com a pediatra a Greenwich, CT i Edwards fou professor de salut pública a la Universitat de Califòrnia. L'any 1957 es casà per tercera vegada amb H. Evanel Haines.

## Premis i càrrecs
- American Academy of Dental Science (Acadèmia americana de ciències dentals) - President
- American Association of Orhodontits (Associació americana d'ortodòncia) - President
- Northeastern Society of Orthodontist (Societat d'ortodontistes del Nord-est) - President
- Albert H. Ketcham Memorial Award - 1938